# Romain Gagnon
 (août 2024).
 (août 2025).
 (août 2024).
Romain Gagnon est un auteur, entrepreneur, conférencier et ingénieur canadien. Il a publié cinq livres dont deux ont été traduits en anglais et un en roumain.

## Biographie
Né en 1963, Romain Gagnon est un auteur, entrepreneur, conférencier et ingénieur canadien’.
Il consacre une grande partie de sa carrière à l’innovation dans divers secteurs économiques, incluant le secteur primaire (production de champignons pleurotes), le secteur secondaire (boulangerie, électronique, entomophagie) et le secteur tertiaire (immobilier, informatique, conseil et litige fiscal) ,,,.
En parallèle à ses activités entrepreneuriales, il publie en 2004 son premier livre intitulé Vivre mince, gourmand et en santé aux Éditions Option Santé. Dans cet ouvrage, il remet en question plusieurs dogmes nutritionnels populaires, notamment la phobie du gras et la promotion du véganisme,.
En 2005, les Éditions Viamédias adaptent et republient ce livre pour la France sous le titre Revenir aux sources d'une saine alimentation. En 2011, l’éditeur roumain House of Guides le traduit sous le titre Trăieşte slab, gurmand şi sănătos,.
En 2019, il publie un essai Et l’Homme créa Dieu à son image: La science à la rescousse du bonheur, qui se veut « une expédition à travers la cosmologie, la physique quantique, la neurobiologie, l’anthropologie, la psychologie évolutionniste, l’écologie, l’histoire, la philosophie et la politique »,.
En 2022, il publie un essai politique intitulé Vers l'abrutissement de l'espèce humaine (Éditions Stratégikus), dans lequel il dénonce les excès idéologiques tant de la gauche (critique de la race, idéologie du genre, banalisation de l’obésité) que de la droite (criminalisation de l’avortement, conspirationnisme, climatoscepticisme) et suggère quelques pistes de solutions,,.
En 2023, il publie un nouvel essai intitulé La biologie de l’amour chez le même éditeur. Se basant sur près de 400 études et références scientifiques, il propose une explication évolutionniste des mécanismes amoureux, remettant en cause notamment l'idéologie de genre. La préface de cet ouvrage est signée par le psychologue et sexologue masculiniste Yvon Dallaire.

## Œuvres publiées
- Vivre mince, gourmand et en santé, Option Santé éditeur, 2004 (ISBN 2-922598-21-7)
- Revenir aux sources d'une saine alimentation, Éditions Viamédias, 2005 (ISBN 2-84964-027-1)
- Et l'homme créa Dieu à son image: La science à la rescousse du bonheur, Éditions Stratégikus, 2019 (ISBN 2-98194410X)
- Vers l'abrutissement de l'espèce humaine, Éditions Stratégikus., 2022 (ISBN 978-2-9819441-5-3)
- La biologie de l'amour: explication évolutionniste des mécanismes de l'amour, Éditions Stratégikus, 2023 (ISBN 978-2-9819441-7-7)

### Œuvres traduites

#### En roumain
- (ro) Trăieşte slab, gurmand şi sănătos, House of Guides Publishing Grup1, 2011 (ISBN 978-606-9281-30-7)

#### En anglais
- (en) So man created God on his own image, Stratégikus, 2019 (ISBN 978-2-9817938-5-0)
- (en) The biology of love, Strategikus, 2024 (ISBN 978-2-9819441-9-1)